# Chaitophorus juglandicola
Chaitophorus juglandicola är en insektsart som först beskrevs av Johann Heinrich Kaltenbach 1843.  Chaitophorus juglandicola ingår i släktet Chaitophorus, och familjen borstbladlöss. Arten är reproducerande i Sverige.